# Uma Mulher para Sábado
Uma Mulher para Sábado é um filme brasileiro, realizado em 1971, do gênero drama e dirigido por Maurício Rittner.

## Enredo
Durante um fim de semana, um rapaz e uma moça de classes sociais diferentes vivem um romance intenso e poético que a realidade do dia-a-dia se encarrega de destruir.

## Elenco
- Adriana Prieto .... Doriane
- Flávio Porto .... Loco
- Miguel di Prieto .... Nando
- Inês Knaut .... Moça 1
- Júlia Miranda .... amante de Nando
- Francisco Cúrcio .... professor de arte
- Pedro Paulo Hatheyer .... pai de Loco
- Esther Góes .... enfermeira
- Dorothy Leiner .... mãe de Doriane
- Anselmo Marchi Neto .... Loco criança
- Assunta Perez

## Prêmios e indicações
Festival de cinema do Guarujá - 1971
- Vencedor na categoria Melhor atriz (Inês Knaut)